# اشبرن (ویرجینیا)
اَشبرن، ویرجینیا (به انگلیسی: Ashburn, Virginia) یکی از شهرهای ایالت ویرجینیا است که در ۳۰ کیلومتری شمال غربی واشینگتن، دی. سی. واقع شده است. جمعیت این شهر در سال ۲۰۱۰ برابر با ۴۳،۵۱۱ نفر بود.
این شهر در راه فرودگاه بین‌المللی دالس واشینگتن واقع شده‌است.